# Клименков, Василий Яковлевич
Василий Яковлевич Клименков (26 февраля 1907, Бежица, Орловская губерния — февраль 1976, Липецк) — директор Липецкого тракторного завода в 1950—1960 и 1963—1974 годах, почётный гражданин Липецка (с 1975 года).

## Биография
Василий Яковлевич родился в городе Бежице (ныне в составе г. Брянска) в семье рабочего. Работать начал в 15 лет рассыльным уисполкома. В 1923 году начал трудиться на бежицком заводе «Красный Профинтерн». За 18 лет непрерывной работы на этом предприятии Клименков прошел путь от токаря до директора завода. В 1932 году окончил Харьковский машиностроительный институт.
С началом Великой Отечественной войны Василия Яковлевича постановлением Государственного комитета обороны переводят на работу в оборонную промышленность. С 1941 года — начальник цеха завода № 259 (г. Златоуст); с 1943 года — директор завода № 76 (г. Серов); с 1944 года — директор Высокогорского механического завода (г. Нижний Тагил). Под его руководством на Высокогорском механическом заводе (ВМЗ) были отработаны новые конструкции боеприпасов и организован их массовый выпуск, налажено производство сельскохозяйственных машин. Руководил работами по внедрению механизации трудоемких процессов на заводе. Организовал на ВМЗ массовое строительство жилья для работников завода методом «самстроя», возведенный в короткие сроки заводской поселок стал неофициально именоваться в его честь «Клименковкой».
После Великой Отечественной войны в 1946 году В. Я. Клименков был назначен директором Владимирского, а в 1950 — Липецкого тракторного завода. В 1960—1963 годах он работал председателем Совета народного хозяйства Липецкого экономического административного района. На посту руководителя Совнархоза Василий Яковлевич внес большой вклад в развитие промышленности области.
В 1963 году В. Я. Клименков вновь возглавил Липецкий тракторный завод. При его непосредственном руководстве коллектив ЛТЗ реконструировал действующие и строил новые производственные цеха. Были освоены проектные мощности, и началось серийное производство гусеничных тракторов КД-35, КПД-35, Т-38. Вскоре был налажен и массовый выпуск новых универсальных пропашных колесных тракторов Т-40 и Т-40А. 23 декабря 1970 года предприятие под руководством Клименкова, выпустило для нужд сельского хозяйства страны полумиллионный трактор под маркой ЛТЗ. Модель Т-40А была отмечена двумя золотыми медалями международных выставок. Липецкий трактор признали лучшим по технико-экономическим показателям среди аналогичных сельхозмашин, выпускаемых социалистическими странами экономического содружества.
Руководство крупным промышленным предприятием Клименков сочетал с активной общественной деятельностью. Он был делегатом всесоюзных комсомольских и партийных съездов, избирался депутатом Верховного Совета РСФСР, липецкого областного и городского Советов. Постоянно заботился директор завода и об улучшении бытовых условий тракторостроителей и членов их семей. За время работы на посту руководителя ЛТЗ предприятием в Липецке было построено 125 жилых домов, общей площадью 113 тысяч квадратных метров жилья, 16 детсадов и ясель, больница на 500 мест и родильный дом, заводской Дворец культуры, пансионат, профилакторий, спортивный комплекс «Пламя» с плавательным бассейном и велотреком.
За трудовую деятельность в годы войны и мирное время Василий Клименков был награждён тремя орденами Ленина, орденом Красной Звезды, многими медалями, почётной грамотой Верховного Совета РСФСР. В феврале 1975 года ему было присвоено звание Почётного гражданина города Липецка.
Умер Василий Яковлевич Клименков в феврале 1976 года.

## Память

Лицевая часть памятника В. Я. Клименкову в Липецке

- С 1987 года имя Клименкова носит одна из площадей областного центра в посёлке Тракторном — площадь Клименкова.
- В 2002 году липецкой средней школе № 31 присвоено имя В. Я. Клименкова и открыт его музей.
- Мемориальная доска В. Я. Клименкову.[1]